# 政治作戰士

中華民國政戰徽

政治作戰士，簡稱為政戰士，為中華民國國軍編制下一種參謀士官。原先是設置於基層連隊，舊稱政戰幹事，編階少尉軍官，係為政戰幕僚，輔佐輔導長處理政戰業務。
後以軍官人力缺乏，降編為上士編缺。第一期士官班畢業後授階為下士，佔缺中士。因效果不彰重新檢討，改為敘任中士，仍佔上士缺。當時義務役士官任此職，亦授以中士軍階。1992年左右，因精簡業務，一般連隊政戰士再降編為中士缺，直屬連則仍為上士缺，惟受訓之士官皆為中士。
「政戰士官班」原先係由警備總部代訓，址在桃園縣觀音鄉（今桃園市觀音區）忠愛莊。自第11期後才遷回政戰學校受訓。現忠愛莊已改為海洋委員會海巡署北部分署營舍。原本政戰士為入伍直接入校受訓，後期改為先新訓中心後才受訓。
舊制政戰士，由於係由義務役徵選，編制原本授階敍任中士，在後期亦改為初任下士。然而，由於後續部隊精簡，基層連隊不再設置政戰士職缺，而改由營旅級以上才安置此一職務。並且在後續因為馬政府改制義務役為四個月役期，軍中所有軍士官此後均為志願役。而政戰士一職因為改制為志願役招考，並亦擴大接受女性專業士官，此一職務除了在營旅級以上單位，並亦增設有士官長等級之職務。屬性偏重於協助政戰官、保防官、心戰官、監察官等政戰軍官幕僚的文書作業為主。
至於原屬基層連隊的政戰士職缺已廢止不再設立。其相對的功能可能由輔導長自行找文書兵或下士協助，但不予以其職缺位置。可能比較接近的職務係為新制的士官長督導長，並同時亦廢止舊制行政士官長，讓此一職務肩負相對的功能。